# Трамвай «Бажання» (телефільм, 1995)
«Трамвай "Бажання"» (англ. A Streetcar Named Desire) — американський телефільм продюсера та режисера Ґленна Джордана з Алеком Болдвіном, Джессікою Ленґ, Джоном Гудманом і Даян Лейн. Він вийшов на CBS 29 жовтня 1995 року. На основі п’єси 1947 року Теннессі Вільямса, він є наступною екранізацією після  кіноадаптації 1951 року з Марлоном Брандо в головній ролі та телевізійної адаптації 1984 року. Фільм був адаптований за відновленою бродвейською виставою 1992 року, де також зіграли Болдвін і Ленґ.

## Сюжет
Історія зосереджена на знищенні самотньої вдови з Міссісіпі, Бланш Дюбуа (Джессіка Ленґ), її жорстоко відвертим зятем Стенлі Ковальські (Алек Болдвін). П'єса починається, коли Бланш приїжджає до Нового Орлеана з Лорела, штат Міссісіпі, до убогої квартири своєї вагітної сестри Стелли та її чоловіка Ковальські. Оголосивши, що вона перебуває у відпустці з викладацької посади, Бланш розкриває, що кредитори експропріювали сімейний маєток Белль Рев. Отже, сестра Стелла ніколи не отримає жодного пенні зі своєї частки у власності. Скептично налаштований, Стенлі сердито вимагає документальних доказів втрати майна. Бланш їх надає. Неприязнь, яка зберігається внаслідок цього інциденту, невблаганно зростає протягом кількох місяців. Щоб захистити себе від Стенлі та його грубого робітничого світу, Бланш закриває себе в оманливому світі ідеалів Старого Півдня. Вона завжди була аристократичною красунею. Холоднокровний Стенлі, однак, хапається за будь-яку нагоду, щоб викрити "витончену" Бланш. Він зневажає її напускні елегантні манери, її наряджання. У свою чергу, вона здригається від його грубості і відвертої прямоти. Але глибоко в її самотній душі - глибоко в інстинктивному розумінні, яке спонукало її до безладного статевого зв'язку в Лорелі - вона таїть збочену тягу до Стенлі. Її психічний стан тим часом межує з божевіллям: одного дня прийде її принц, кавалер Старого Півдня з блискучим мечем. Коли друг Стенлі Мітч залицяється до неї, Стенлі саботує роман після того, як покопається в минулому Бланш і побалакає з Мітчем про її справи. У Стелли починаються пологи і вона з чоловіком їде народжувати до лікарні. Коли гордий тато Стенлі повертається з лікарні, Бланш п'є алкоголь, витає в своїх фантазіях про чарівного принца,  нападає на Стенлі з розбитим бокалом, той ковтає трохи алкоголю і ґвалтує Бланш. Потім вона перетинає межу між реальним і нереальним, і продовжує очікувати мільйонера з Маямі, коли п’єса наближається до завершення, Стенлі приводить в дім медсестру і лікаря з психологічної лікарні, які намагаються її забрати, але Бланш у не в собі. Стелла плаче на порозі, проводжаючи поглядом Бланш.

## У ролях
- Алек Болдвін — Стенлі Ковальскі
- Джессіка Ленґ — Бланш Дюбуа
- Джон Гудман — Гарольд «Мітч» Мітчелл
- Даян Лейн — Стелла Ковальські
- Фредерік Коффін — Стів
- Карлос Гомес — Пабло
- Джеррі Гардін  — лікар
- Патриція Герд — мотрона
- Метт Кіслер — коллектор
- Тіна Ліффорд — сусідка
- Ронді Рід — Юніс
- Кармен Запата — продавець квітів